# Blue-eyed soul
Blue-eyed soul (còn gọi là white soul hay pop soul) là nhạc R&B và soul được thể hiện bởi các nghệ sĩ người da trắng, với sự ảnh hưởng mạnh mẽ của nhạc pop. Cụm từ ban đầu được sử dụng để miêu tả những nghệ sĩ da trắng hát nhạc soul và R&B tương tự như âm nhạc của các hãng thu âm Motown và Stax. Thuật ngữ gây tranh cãi này xuất hiện vào giai đoạn phân biệt chủng tộc ở Mỹ hồi thập niên 1960, khi văn hóa nhạc pop bắt đầu chớm nở.
Nó tiếp tục được sử dụng vào thập niên 1970 và 1980, đặc biệt là giới báo chí Anh để tả những ca sĩ sử dụng chất liệu nhạc soul cổ điển. Trong phạm vi hẹp hơn, thuật ngữ còn để chỉ các ca sĩ thuộc thể loại khác mà chịu ảnh hưởng của nhạc soul như nhạc urban và hip-hop soul.

## Một số nghệ sĩ blue-eyed soul nổi tiếng

### Mỹ
- Christina Aguilera
- Justin Timberlake
- Robin Thicke
- JoJo
- John Mayer
- New Kids on the Block

### Anh
- Adele
- Natasha Bedingfield
- David Bowie
- Duffy
- Elton John
- Paul McCartney
- John Lennon
- The Rolling Stones
- Joss Stone
- Amy Winehouse
- George Michael